# 川野彰子
川野 彰子（かわの しょうこ、女性、1928年〈昭和3年〉 - 1964年〈昭和39年〉9月11日）は日本の小説家。鹿児島県奄美大島生まれ。立命館大学文学部卒業。

## 略歴
立命館大学卒業後、開業医だった川野純夫(1924〜2002)と結婚し、創作活動に入る。1962年、雑誌『VIKING』（136号）に発表した処女作『色模様』が第47回直木賞候補にあがり注目を浴びた。
翌年『新潮』（昭和38年7月号）に発表した『廓育ち』も第50回直木賞候補に上がるが、再び苦杯を飲んだ。『廓育ち』は1964年に佐藤純彌監督、三田佳子、梅宮辰夫、中村賀津雄主演で映画化されている。
夫・川野純夫は、彰子と死別した後に作家の田辺聖子と再婚。田辺のエッセイに登場する「カモカのおっちゃん」のモデルとしても知られる。

## 著書
- 『廓育ち』文藝春秋新社、1964年3月。 NCID BA30297092。全国書誌番号:64003509。
  - 収録：廓育ち, 狂い咲き, 色模様, 凋落
- 『廓景色』講談社、1964年5月。 NCID BN1569507X。全国書誌番号:64000675。
- 廣重聰・黒住格・伊原秀夫 編「珊瑚礁の歌」『Viking選集』 1巻、風来舎〈兵庫県地下文脈大系 1〉、1998年9月。ISBN 9784893019790。 NCID BA75100157。全国書誌番号:20046618。

## 作品
- 色模様（VIKING 136号）
- 廓育ち（新潮 1963年7月号）
- 狂い咲き（小説現代 1964年1月号）
- 娼婦の笑い（小説現代 1964年3月号）
- 雪化粧（小説現代 1964年11月号）